# Hiroshima-præfekturet
Hiroshima-præfekturet (広島県 Hiroshima-ken) (広島県 Hiroshima-ken) er et japansk præfektur beliggende i regionen Chūgoku på den vestlige del af Japans hovedø Honshū. Det har et areal på 8.477 km2
og et befolkningstal på 2.790.804 (2021) indbyggere. Det administrative centrum er byen Hiroshima.